# آب‌گرم (کلات)
اب گرم روستایی در دهستان پساکوه بخش زاوین شهرستان کلات استان خراسان رضوی ایران است.

## جمعیت
بر پایه سرشماری عمومی نفوس و مسکن در سال ۱۳۹۵ جمعیت این روستا ۷۹۲ نفر (در ۲۱۹ خانوار) بوده‌است.